# Krystyna Nawrocka
Krystyna Nawrocka (ur. 24 stycznia 1948 w Pabianicach, zm. 1 stycznia 2007 w Łodzi) – polska reżyser filmów dokumentalnych.
W 1972 ukończyła studia na Wydziale Polonistyki Uniwersytetu Łódzkiego, a następnie studiowała w Państwowej Wyższej Szkoły Filmowej Telewizyjnej i Teatralnej. Zawodowo związała się z Wytwórnią Filmów Oświatowych.
Spoczywa na Cmentarzu Wszystkich Świętych w Łodzi.